# 71 км (зупинний пункт, Луганська дирекція Донецької залізниці)
71 кілометр — пасажирський залізничний зупинний пункт Луганської дирекції Донецької залізниці.
Розташований поблизу села Хороше, Слов'яносербський район, Луганської області на лінії Родакове — Сіверськ між станціями Зимогір'я (5 км) та Сентянівка (7 км).
Через військову агресію Росії на сході Україні транспортне сполучення припинене, водночас Яндекс.Розклади вказує на наявність руху електричок .